# Coras cavernorum
Coras cavernorum là một loài nhện trong họ Amaurobiidae.
Loài này thuộc chi Coras. Coras cavernorum được miêu tả năm 1940 bởi Barrows.